# Сапфир (фильм)
«Сапфир» (англ. Sapphire) — фильм, социально-криминальная драма британского режиссёра Бэзила Дирдена. Великобритания, 1959 год. Картина удостоена нескольких национальных кинематографических наград, включая премию BAFTA за Лучший британский фильм года.

## Сюжет
В одном из парков Лондона обнаружен труп молодой женщины со следами насильственной смерти. Вскоре выясняется важная информация: несмотря на то, что она выглядит как типичная представительница европеоидной расы, в действительности является мулаткой, рождённой в браке белого отца и чернокожей матери. Её жених — Дэвид Харрисс, успешный молодой англичанин не может, казалось бы, вызывать подозрений. Полицейский офицер Роберт Хазард и инспектор Фил Леройд начинают поиск убийцы в социально неблагополучных районах проживания чернокожих британцев — выходцев из колоний империи. Однако, как позже показывает расследование и тонкая психологическая игра подполковника Хазарда, преступник — дама из обеспеченной семьи «добропорядочных» граждан, скрывающая расовые предрассудки под маской благопристойности.

## В ролях
- Найджел Патрик — Роберт Хазард, офицер полиции
- Майкл Крэйг — Фил Леройд, полицейский
- Ивонн Митчелл — Милдред
- Пол Мэсси — Дэвид Харрис
- Бернард Майлс — Тэд Харрис
- Ольга Линдо — миссис Харрис
- Эрл Кэмерон — доктор Роббинс
- Гордон Хит — Пол Слейд
- Джоселин Бриттон — Пэтси
- Гарри Бэрд — Джонни Фиддл
- Орландо Мартинес — бармен
- Руперт Дэвис — Джек Феррис
- Фрида Бэмфорд — сержант Кук
- Роберт Адамс — Гораций
- Ивонн Бэкингем — Сапфир Роббинс
- Филип Лоури — студент
- Боско Холдер — танцор в ночном клубе
- Бэзил Дигнам — доктор Бёрджесс
- Фенелла Филдинг — менеджер магазина нижнего белья
- Ллойд Рекорд — пианист в клубе
- Питер Вон — детектив Уайтхед
- Виктор Брукс — сержант полиции

## Награды
- 1959 год — Британское общество кинематооператоров: Лучшая операторская работа (Гарри Уоксмен).
- 1960 год — Премия BAFTA за Лучший британский фильм года. Кроме того, номинации: Лучшая британская актриса (Митчелл), Лучший сценарий, Лучший фильм года

## Критика
Оценивая работу режиссёра и признавая поднятую тему важной и злободневной для своего времени, Британский институт кино отмечает, что в некоторых деталях Бэзил Дирден сам не сумел преодолеть расовые предрассудки. Например, найденные сыщиками спрятанные танцевальные костюмы, непристойные для «порядочной» британской девушки, являются для них свидетельством умышленной маскировки «чёрной» девушки под «белую»; намёк квартирной хозяйки, упоминающей о латунном (читай — поддельном) соверене, откровенно оскорбителен. При этом, по мнению источника, фильм был бесспорным событием в либеральной культуре, «социальным лакмусом исторического периода».
Звуковое сопровождение к фильму своей нарочито неряшливой, «джазовой» манерой определённым образом предвосхищает саундтрек к «Таксисту» Мартина Скорсезе.